# Рудинская (Вельский район)
Рудинская — опустевшая деревня в Вельском районе Архангельской области. Входит в состав Муниципального образования «Благовещенское» и является самым южным его населённым пунктом. Деревня расположена в 92 километрах на север от города Вельска, на левом берегу реки Устья притока Ваги

## Население
| 2002 | 2010 | 2012 | 2014 |
| ---- | ---- | ---- | ---- |
| 0    | ↗2   | ↘0   | →0   |

## История
Указана в «Списке населённых мест по сведениям 1859 года» в составе Вельского уезда Вологодской губернии под номером «2402» как «Рудино(Ручевская)». Насчитывала 10 дворов, 35 жителей мужского пола и 40 женского.
В материалах оценочно-статистического исследования земель Вельского уезда упомянуто, что в 1900 году в административном отношении деревня входила в состав Чадромского сельского общества Леонтьевской волости. На момент переписи в селении Рудино находилось 17 хозяйств, в которых проживало 58 жителей мужского пола и 52 женского.